# Poiana Pletari
Poiana Pletari – wieś w Rumunii, w okręgu Buzău, w gminie Chiliile. W 2011 roku liczyła 46 mieszkańców.